# Force India
Force India F1 Team var ett brittiskbaserat indiskt formel 1-stall som tävlade i F1 mellan 2007 och 2018.

## Historik
Stallets historia, efter flera ägarbyten, kan spåras tillbaka ända till Jordan F1. Stallet grundades när den indiske affärsmannen Vijay Mallya och den nederländske entreprenören Michiel Mol köpte det nederländska formel 1-stallet Spyker F1 för 88 miljoner €. Force India debuterade säsongen 2008 men tog inga poäng. Säsongen 2009 körde Force India med McLarens växellådor och motorer från Mercedes. Efter Belgiens Grand Prix 2009 gick Giancarlo Fisichella över till Scuderia Ferrari efter att ha blivit tvåa. Därför fick Force Indias testförare Vitantonio Liuzzi ersätta honom.

Force India hade dragits med ekonomiska svårigheter en längre tid och slutet av juli 2018 gick stallet i konkurs. Stallet blev uppköpt den 16 augusti 2018 av ett konsortium bestående av bland annat affärsmännen Lawrence Stroll, Silas Chou och John McCaw Jr., det nya stallet fick namnet Racing Point Force India.

### Snabbaste varv

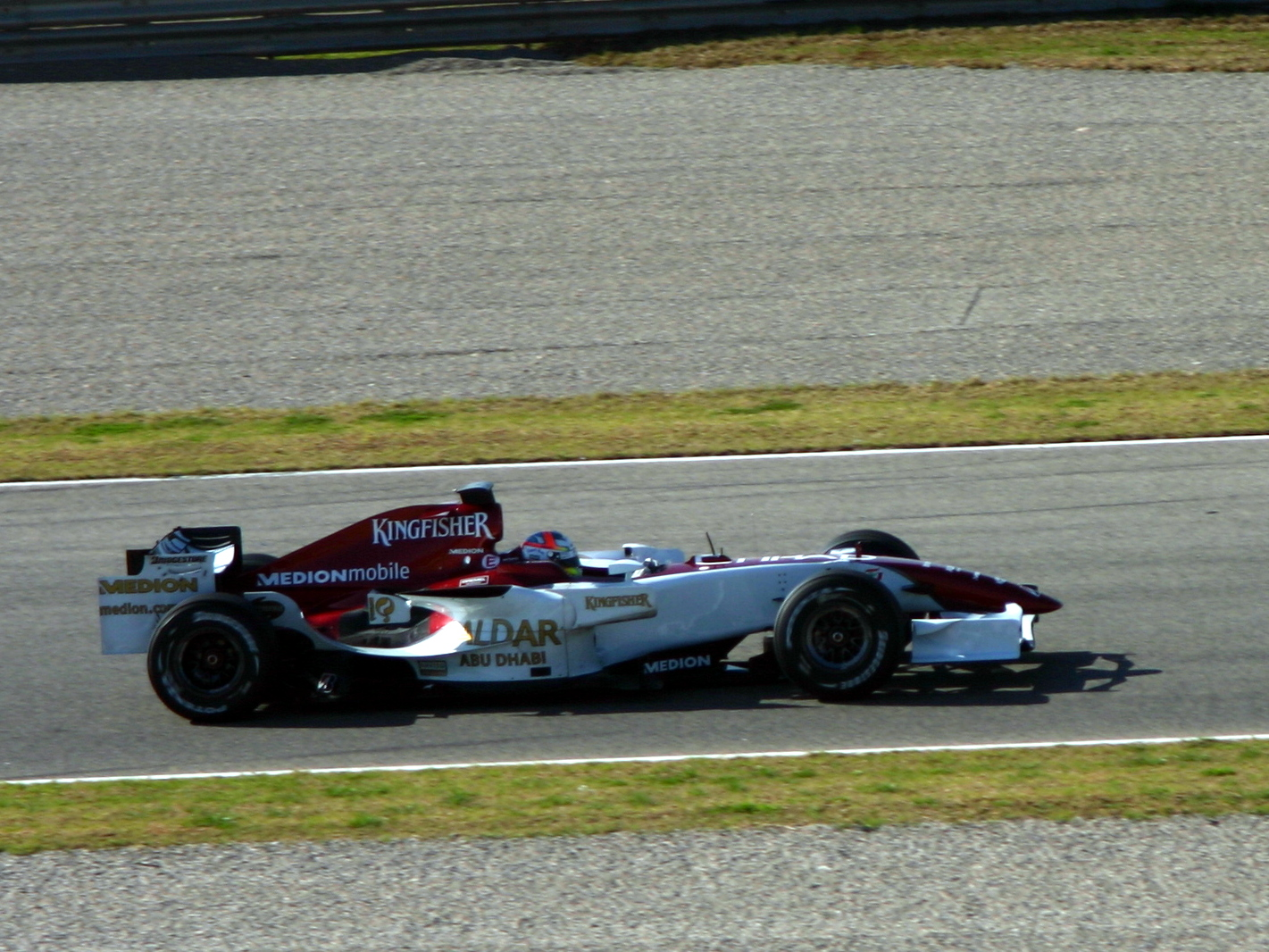
Force India VJM01, 2008

## F1-säsonger
| Säsong | Tävlingsnamn               | Bil               | Motor                  | Däck | Poäng  | VM-plac. | Förare 1             | Förare 2                               |
| ------ | -------------------------- | ----------------- | ---------------------- | ---- | ------ | -------- | -------------------- | -------------------------------------- |
| 2008   | Force India Formula One    | Force India VJM01 | Ferrari 056            | B    | 0      | 10:a     | Giancarlo Fisichella | Adrian Sutil                           |
| 2009   | Force India Formula One    | Force India VJM02 | Mercedes FO 108W       | B    | 13     | 9:a      | Adrian Sutil         | Giancarlo Fisichella Vitantonio Liuzzi |
| 2010   | Force India Formula One    | Force India VJM03 | Mercedes FO 108X       | B    | 68     | 7:a      | Adrian Sutil         | Vitantonio Liuzzi                      |
| 2011   | Force India Formula One    | Force India VJM04 | Mercedes FO 108Y       | P    | 69     | 6:a      | Adrian Sutil         | Paul di Resta                          |
| 2012   | Force India Formula One    | Force India VJM05 | Mercedes FO 108Z       | P    | 109    | 7:a      | Nico Hülkenberg      | Paul di Resta                          |
| 2013   | Sahara Force India F1 Team | Force India VJM06 | Mercedes FO 108Z       | P    | 77     | 6:a      | Adrian Sutil         | Paul di Resta                          |
| 2014   | Sahara Force India F1 Team | Force India VJM07 | Mercedes PU106A Hybrid | P    | 155    | 6:a      | Nico Hülkenberg      | Sergio Pérez                           |
| 2015   | Sahara Force India F1 Team | Force India VJM08 | Mercedes PU106B Hybrid | P    | 136    | 5:a      | Nico Hülkenberg      | Sergio Pérez                           |
| 2016   | Sahara Force India F1 Team | Force India VJM09 | Mercedes PU106C Hybrid | P    | 173    | 4:a      | Nico Hülkenberg      | Sergio Pérez                           |
| 2017   | Sahara Force India F1 Team | Force India VJM10 | Mercedes M08 EQ Power+ | P    | 187    | 4:a      | Sergio Pérez         | Esteban Ocon                           |
| 2018   | Sahara Force India F1 Team | Force India VJM10 | Mercedes M08 EQ Power+ | P    | 0 (59) | —        | Sergio Pérez         | Esteban Ocon                           |

| 1. Belgien 2009                                                  | \| 1. Italien 2009 2. Singapore 2012 3. Österrike 2014 4. Kina 2016 \| |
|                                                                  |                                                                        |
| 1. Italien 2009 2. Singapore 2012 3. Österrike 2014 4. Kina 2016 |                                                                        |